# Roland Gigolaev
Roland Tejmurazovyč Gigolaev (in russo Роланд Теймуразович Гиголаев?; Tbilisi, 4 gennaio 1990) è un ex calciatore russo, di ruolo centrocampista.

## Carriera

### Club
Ha giocato nella prima divisione russa ed in quella polacca.

### Nazionale
Ha giocato nella nazionale russa Under-21.